# Spalax carmeli
Spalax carmeli és una espècie de rata talp cega de la família dels espalàcids. Es tracta d'un rosegador subterrani endèmic del nord d'Israel. Viu en zones plujoses i de sòl compacte, cosa que limita la permeabilitat dels gasos i fa que S. carmeli hagi de viure en condicions d'hipòxia. Entre altres llocs, se n'han trobat exemplars a prop de les poblacions d'Afik, Kabri i Seforis.